# Léon Bénard

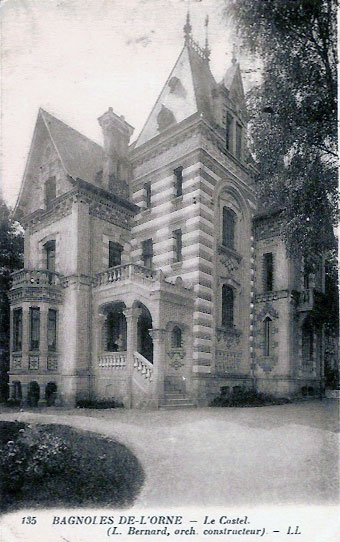
Villa Le Castel, construite par Léon Besnard circa 1900

Léon Bénard, né Léon Albert Joseph Besnard le 13 août 1864 à La Gonfrière (Orne), est un architecte-constructeur à l'origine de quelques-unes des plus belles villas construites durant la Belle Époque à Bagnoles-de-l'Orne. On retiendra plus particulièrement Les villas Printania (ex-Gallia) et Le Castel. Il gère ses projets comme la réalisation d'œuvres d'art en contrôlant toutes les étapes de la conception à la réalisation.
Son style extrêmement riche fait utilisation d'une multitude de matériaux de construction et de décoration comme les briques polychromes, panneaux de céramiques, bois découpés, épis de faîtage, appareillages en pierre locale (dite pierre blanche ou pierre de forêt), fer forgé, et même le béton qui constitue une technique novatrice pour l'époque.
Le style « Bagnolais » qu'il développe est difficilement classable car on peut ni le cataloguer dans l'éclectisme ni dans le régionalisme. On s’éloigne bien des modèles de construction du Second Empire et certains aspects de son travail font penser aux architectes de l’École de Nancy comme Émile André ou encore Lucien Weissenburger.
Léon Besnard meurt dans une de ses villas (Graziella) à Bagnoles-de-l'Orne en 1930.

## Ouvrages
- Bagnoles-de-l'Orne, ville d'eaux / sous la direction de Hervé Pelvillain ; réd. Isabelle Léone-Robin ; photogr. Pascal Corbierre. - [Caen] : Développement culturel en Basse-Normandie, 1995. - [22] p. - (Itinéraires du patrimoine,  (ISSN 1159-1722) ; no 106).